# Tumbling
Tumbling is een aaneenschakeling van turnoefeningen op een 25 meter lange verende baan. Om voldoende te kunnen aanlopen wordt er een niet-verende aanloopstrook van maximaal 10 meter voor geplaatst.
Bij de tumblingreeksen wisselen rondat, flikflaks, salto's en schroeven elkaar in een snel tempo af.
Snelheid, kracht en techniek zijn de basisvereisten om de delen aan elkaar te schakelen tot een sprongenreeks. Lenigheid is ook hier een belangrijk voordeel inzake uitvoering van bepaalde delen, bijvoorbeeld de hoeksalto's. Hoewel superlenigheid geen hoofdvereiste is, moet er toch genoeg aandacht besteed aan worden voor en tijdens en/of na de training om algemene verstijving en spierscheuren te voorkomen.

## Niveaus
De tumblers worden niet alleen ingedeeld per niveau maar ook per leeftijdscategorie. In I-, A-, B- en C-niveau worden de jongens en de meisjes ook gescheiden.
I-niveau of instapniveauDit is het niveau voor de kleinsten (9-10 jaar). Zij moeten 3 verschillende onderdelen afleggen. Een maxi-trampoline-oefening, een lange mat-oefening en een tumblingreeks
A-niveauIn dit niveau worden maar 2 vrije reeksen gesprongen, van 8 delen dit keer. Toch bij de miniemen en beloften, want bij de junioren en senioren zijn de sprongen niet echt vrij. De eerste reeks is verplicht een salto-reeks en de tweede een schroef-reeks. In dit niveau komen de gymnasten zelfs uit in nationale en internationale competities.
B-niveauIn het B-niveau moeten ook 2 reeksen gesprongen, maar hier is de keuze vrij. Het moeten wel reeksen van 7 delen zijn. Per deel dat er te weinig wordt gesprongen, wordt de waarde van de reeks telkens met 1 punt verlaagd. En de jongste categorieën (miniemen en beloften) mogen maar een maximaal aantal van 3 salto's uitvoeren. Vanaf junioren mag je 7 salto's verwerken in 1 reeks en mag de maximumwaarde van een deel ten hoogste 1.5 zijn (bijvoorbeeld: Streksalto met tweevoudige schroef).
C-niveauDe tumblers in het C-niveau moeten 2 reeksen, gekozen uit de tabel met de voor hun bepaalde reeksen, springen voor de jury. Met een uitvoeringsscore variërend tussen 8 en 10 punten. Er mogen maar 2 van de 3 reeksen met de maximale theoretische uitvoeringsscore gesprongen worden. Een reeks met 2 salto's is tien punten waard, een reeks met 1 salto 9 punten en een reeks zonder salto's 8 punten.

## Categorieën
- I-niveau: 9 - 10 jaar
- D-niveau: miniemen (11 - 12 jaar), beloften (13 - 14 jaar), juniores/seniores (vanaf 15 jaar)
- C-niveau: miniemen (11 - 12 jaar), beloften (13 - 14 jaar), juniores (15 - 16 jaar), seniores (vanaf 17 jaar)
- B-niveau: miniemen (11 - 12 jaar), beloften (13 - 14 jaar), juniores (15 - 16 jaar), seniores (vanaf 17 jaar)
- A-niveau: miniemen (11 - 12 jaar), beloften (13 - 14 jaar), juniores (15 - 16 jaar), keuze: juniores of seniores (17 jaar), seniores (vanaf 18 jaar)